# Pedrosa de Río Úrbel
Pedrosa de Río Úrbel – gmina w Hiszpanii, w prowincji Burgos, w Kastylii i León, o powierzchni 49,06 km². W 2011 roku gmina liczyła 263 mieszkańców.